# زن جلو می‌رود
زن جلو می‌رود یا بانوی نقاش ([Woman Walks Ahead] Error: {{Lang-xx}}: متن دارای نشانه‌گذاری ایتالیک است (راهنما)) فیلمی در ژانر زندگینامه‌ای به کارگردانی سوزانا وایت است که در سال ۲۰۱۷ منتشر شد. از بازیگران آن می‌توان به جسیکا چستین اشاره کرد.
این فیلم در سال ۲۰۱۷ در جشنواره بین‌المللی فیلم تورنتو به نمایش در آمد.